# Джон Тейт
Джон Тейт (англ. John Tate; 29 січня 1955, Сент-Луїс — пом. 9 квітня 1998) — американський професійний боксер, призер Олімпійських ігор, чемпіон світу за версією WBA (1979—1980).

## Аматорська кар'єра
На Олімпійських іграх 1976 завоював бронзову медаль.
- В 1/8 фіналу переміг Анджея Бегальського (Польща) — 5-0
- У чвертьфіналі переміг Петера Гуссінга (ФРН) — 5-0
- У півфіналі програв Теофіло Стівенсону (Куба) — KO-1

## Професіональна кар'єра
На початку 1977 року дебютував на профірингу та здобув серію гучних перемог.
20 жовтня 1979 року, перемігши Геррі Кутзі (ПАР) одностайним рішенням суддів, завоював вакантний титул WBA у важкій вазі, від якого відмовився того літа Мухаммед Алі. Поєдинок Тейта з Кутзі відбувся в апартеїдній Південній Африці. Його поїздка заради бою до Південної Африки зазнала різкої критики з боку борців за громадянські права.
31 березня 1980 року в першому захисті вийшов на бій проти Майка Вівера (США) і програв нокаутом в п'ятнадцятому раунді.